# Josefina Aldecoa
Josefina Aldecoa, de son vrai nom Josefa Rodríguez Álvarez, née à La Robla, dans la province de León en 1926 et morte à Mazcuerras, en Cantabrie, en 2011, est une écrivaine et universitaire espagnole.

## Biographie

### Années universitaires et début de carrière
Née le 8 mars 1926 au sein d'une famille d'enseignants proches de l'Institution libre d'enseignement, Josefa Rodríguez Álvarez vit à León, où elle fait partie d'un groupe littéraire qui édite la revue de poésie Espadaña. 
Quelques années après la guerre d'Espagne, en 1944, elle rejoint Madrid pour ces études. Elle obtient le doctorat en pédagogie de l'Université centrale de Madrid. Sa thèse porte sur la relation de l'enfant avec l'art, qu'elle publie, plus tard, sous le titre El arte del niño (1960). Durant sa période d'études, elle intègre un groupe d'écrivaines et d'écrivains qui feront partie de la Génération de 50: Carmen Martín Gaite, Rafael Sánchez Ferlosio, Alfonso Sastre, Jesús Fernández Santos et Ignacio Aldecoa. Elle épouse ce dernier en 1952 et utilise son patronyme en guise de nom de plume à son décès, en 1969, en laissant le R. De Rodríguez (Josefina R. Aldecoa).

### Le Colegio Estilo de Madrid
En 1959, elle fonde à Madrid le Colegio Estilo, situé dans le quartier du Viso. Elle s'inspire, malgré la dictature franquiste, des idéaux et des bases éducatives de l'Institution libre d'enseignement : l'école se veut humaniste, tournée vers l'art et la littérature. On n'y parle pas de religion, malgré le régime nationaliste en vigueur dans l'Espagne d'alors, préférant privilégier la culture et la connaissance.

### Parcours littéraire
Elle publie en 1961 le recueil de contes A ninguna parte. 
En 1983, elle publie Los niños de la guerra, chronique des années 1950, puis La enredadera (1984), Porque éramos jovenes (1986) et El vergel (1988). 
En 1990, elle entame sa trilogie biographique, politiquement engagée, Historia de una maestra (1990) qui relate la profession d'enseignante de sa mère sous la République, Mujeres de negro (1994) y La fuerza del destino (1997). En 2004, elle publie Julia et Clara, puis en 2008, son dernier roman, Hermanas.

### Dernières années
Elle reçoit en 2005 la Médaille d'or du mérite des beaux-arts, décernée par le ministère de l'Éducation, de la Culture et des Sports espagnol.
Elle meurt le 16 mars 2011 à Mazcuerras, en Cantabrie.